# 天外飛仙 (電視劇)
《天外飛仙》，是一部由唐人影视製作的中國大陸古裝神話愛情連續劇，全劇共39集。其劇情是根據民間傳說《天仙配》改編而成的，故事以漢朝人董永孝感動天的故事為原型，改編成為現代版本的仙凡動人的神話愛情劇。 由電視劇《仙劍奇俠傳》的導演李國立執導。此劇主演胡歌和林依晨後在武俠劇《射鵰英雄傳》同李國立等再次一起合作。台灣OTT由LiTV 線上影視全劇上架。

## 故事大綱
《天外飛仙》講述了出生在東漢時期的董永，偶遇了玉皇大帝的女兒七仙女（劇中稱為「小七」）這一家喻戶曉的神話故事。
小七是玉皇大帝最小的女兒，從小備受王母溺愛，因此把她寵得頑皮搗蛋，經常破壞天庭的秩序。天庭有一座「幽冥園」，專門囚禁犯了錯誤的神仙，小七的二姐，二仙女，因為偷偷下凡，與凡人相戀，但又不肯認錯，所以被囚在這裏已經有五十年了。還有一隻小狸貓，因為屡次偷偷下凡，也被關在裏面。狸貓在二仙女獲釋之後，被二仙女偷放了出去。狸貓下凡，化成美女香雪海，她要得到五十個男子的心，投靠西域，摆脱天庭的约束。
小七闖禍了，惹怒了玉帝，玉帝廢掉她所有的仙法，把她貶下凡間！小七必須要在人間做一百件好事，才可以重返天庭！小七下凡，有好幾個使命，她要幫助二姐找回那位戀人，是否對二姐仍然至死不渝；還有，她想看看人間到底有什麼魔力，讓天上的神仙欣羡不已。
人間正值炎炎夏日，在書塾裏有三個好朋友─董永、上官浩淇和元寶，他們做夢也沒想到一位仙女和一隻狸貓會改變了他們一生的命運。「人間，我來了！」小七下凡，因為不懂技巧，一頭栽在董永的懷裏，一段緣份就這樣開始了。 而狸貓卻爱上了帥哥上官浩淇，她想与他合作好得到男子的心。小七失去了仙法，在人間吃盡苦頭，幸好得到幾位姐姐的幫助才能逢凶化吉。
在人間的日子裏，愛情的魔力，讓小七學會了很多道理，小七成長了。她還找到了二姐的戀人，原來他就是董永的夫子勞欣榮，他堅守與二仙女的盟誓，一直等待著。經過了重重考驗，最後, 小七的任務完成，玉帝命令小七返回天庭，人仙殊途，小七和董永的愛情，不可能得到月老的祝福。小七遭受與二姐同樣的命運。
董永不願重蹈勞夫子的人生，他一定要找回小七，他希望用最大的真誠，來說服玉帝。可是，遙遙的天河，凡人怎麼能上得去呀？土地公公悄悄告訴董永天地的秘密：原來，在大地的盡頭，也就是天之涯、海之角，有一處仙境，在仙境裏，有一棵神樹，叫做「馬桑樹」，「馬桑樹」連接著天和地，只要凡人憑著無比的意志力，就可以沿著這條天梯，走到天庭。董永在眾仙女的幫助下，找到了「天涯海角」，並且戰勝了「仙境」門口的守護神，進入了「仙境」，找到那棵傳說中的馬桑樹了﹗董永不眠不休，一共走了九十九天，終於到達天庭，得以與玉帝對話。
在眾仙的求情下，玉帝批准小七與董永回到人間並且結為夫妻，但限期只有一百天。董永和小七降落在天涯海角，他們手執手對天盟誓：「天涯海角，至死不渝﹗」他們相信彼此真心相愛，直到天荒地老，他們一定可以相見﹗2004年，在上海鬧市的街角，地瓜聽着MP3，裏面播着天外飛仙的歌曲。之後和小七擦肩而過，一陣心靈悸動，似乎彼此相識。 地瓜就回頭去找小七，小七也停下來找地瓜。他們隔着一條路相視着對方，小七的嘴角微微上揚，說：「是他！」地瓜也不好意思的笑了！！

## 故事人物
| 演 員  | 角 色              | 介紹 |
| 胡 歌  | 董 永              | 七仙女之恋人、后为其夫，事親至孝，擅長蹴鞠 董千發、董文聘之子 上官浩淇、傅元宝之挚友 與玉小七育有一子      |
| 林依晨 | 玉小七             | 七仙女，董永之恋人、后为其妻，古靈精怪又愛搗蛋，曾化名龍光彪 玉皇大帝和王母娘娘最年幼的女兒 與董永育有一子 |
| 竇智孔 | 上官浩淇           | 上官家名門之後 董永、傅元宝之挚友，文武雙全，是班上功課最好的人。 香雪海、李赛金之恋人                     |
| 韓 雪  | 香雪海             | 王母娘娘和仙女們身邊的小狸貓 上官浩淇之恋人 二仙女和勞欣榮愛情的見證者                                     |
| 呂 一  | 李賽金             | 李美鳳之女兒 上官浩淇之恋人 懷有上官浩淇的骨肉                                                             |
| TAE    | 傅元寶             | 翠娘之夫 ，董永、上官浩淇之摯友，富家闊少爺，不學無術又擅長蹴鞠 傅善之子                                   |
| 陳秀麗 | 翠娘               | 傅元宝之妻 千乘縣縣官之女 刁蠻，但十分疼愛弟弟                                                             |
| 徐錦江 | 玉皇大帝（玉王弟） | 天庭的統治者，眾仙女之父，最擔心小七。                                                                     |
| 鄔倩倩 | 王母娘娘           | 天宮女仙們之首                                                                                             |
| 岳躍利 | 董千發             | 董永的爹；「董家織坊」的老闆，十分怕老婆                                                                   |
| 李勤勤 | 董文聘             | 董永的娘，喜歡名貴首飾                                                                                     |
| 謝君豪 | 勞欣榮             | 千乘縣「培英書院」的夫子；暱稱「老頭」 二仙女的愛人                                                        |
| 郭妃麗 | 二仙女             | 玉帝和王母的二女兒;暱稱「小二」；化名「玉小兒」 勞夫子的愛人                                               |
| 周德華 | 李勇               | 董永的同班同學                                                                                             |
| 鄭雪兒 | 馬娜娜             | 西域公主                                                                                                   |
| 牟鳳彬 | 辛巴               | 馬娜娜的同伴                                                                                               |
| 趙 亮  | 傅 善              | 傅元寶的爹 生性貪婪刻薄，後改過                                                                            |
| 王 蕾  | 李美鳳             | 李賽金的娘，喜歡賭錢，龍鳳店的老闆娘                                                                       |
| 嚴永瑄 | 上官念祖           | 上官浩祺的奶奶，思想迂腐，常告誡浩淇要以讀書為重，反對他與賽金交往。 孫兒浩淇死後到佛寺修行                |
| 韓 志  | 臨安一霸           | 縣令和傅善的「執行者」                                                                                     |
| 李悠悠 | 大仙女             | 玉帝和王母的大女兒                                                                                         |
| 張 歡  | 三仙女             | 玉帝和王母的三女兒                                                                                         |
| 萬 豔  | 四仙女             | 玉帝和王母的四女兒                                                                                         |
| 王婧孌 | 五仙女             | 玉帝和王母的五女兒                                                                                         |
| 李依玲 | 六仙女             | 玉帝和王母的六女兒                                                                                         |
| 趙 毅  | 二郎神             | 天庭武神                                                                                                   |
| 莊瑾   | 觀世音             | 東亞民間的菩薩                                                                                             |
| 陸丁于 | 土地神             | 地方保護神                                                                                                 |
| 陽光   | 校長               | 千乘縣「培英書院」的教導主任                                                                               |
| 過齊鳴 | 蛇魔               | 生命之樹之魔王                                                                                             |

## 電視原聲帶
| 曲目 | 曲名           | 作曲   | 作詞           | 演唱                       | 類型         |
| ---- | -------------- | ------ | -------------- | -------------------------- | ------------ |
| 1.   | 一眼萬年       | 林俊傑 | 姚若龍         | S.H.E                      | 主題曲       |
| 2.   | 千年淚         | Tank   | 李姚、Tank     | Tank                       | 片尾曲       |
| 3.   | 天亮以後       | Tank   | Tank           | 胡歌                       | 插曲         |
| 4.   | 預言           | 陳威全 | 譚榮健、彭學斌 | 張智成                     | 插曲         |
| 5.   | 古靈精怪       | 王治平 | 吳艾倫 、林靜  | 美少女組合艾倫、靜如、婷婷 | 插曲         |
| 6.   | 月光           | 黃威爾 | 黃威爾         | 胡歌                       | 插曲         |
| 7.   | 馬桑樹         | 林俊傑 |                |                            | 演奏曲       |
| 8.   | 天之涯 海之角  | Tank   |                |                            | 演奏曲       |
| 9.   | 永恆的愛       | 林俊傑 |                |                            | 演奏曲       |
| 10.  | 消逝的燈火     | 黃威爾 |                |                            | 演奏曲       |
| 11.  | 愛超越天地     | Tank   |                |                            | 演奏曲       |
| 12.  | 痛苦的幸福     | 林俊傑 |                |                            | 演奏曲       |
| 13.  | 仙凡之愛       | 麥振鴻 |                |                            | 配樂(台灣版) |
| 14.  | 從來沒有愛過你 | 麥振鴻 |                |                            | 配樂(台灣版) |
| 15.  | 天多高         | 麥振鴻 |                |                            | 配樂(台灣版) |
| 16.  | 彩虹舞曲       | 麥振鴻 |                |                            | 配樂(台灣版) |
| 17.  | 二郎神         | 麥振鴻 |                |                            | 配樂(台灣版) |
| 18.  | 棋只           | 麥振鴻 |                |                            | 配樂(台灣版) |
| 19.  | 情未逝         | 麥振鴻 |                |                            | 配樂(台灣版) |

## 外部連結
- 在Netflix上觀看《天外飛仙》